# はずむ!おじょうさま
「はずむ!おじょうさま」は、あみみによる日本の漫画作品。『まんがタイムきららMAX』（芳文社）において、2007年10月号から2008年12月号にかけて連載された。

## 概要
あみみとしては自身初の連載作品であり、また単行本になるのも初めてのことである。オビのキャッチコピーに『カオスでシュール』と書かれているように、あみみ作品独特の世界観で構成されている。『カオスでシュール』な部分の一例として、キャラクター紹介のページではワタルの変装姿（作中にはまったく登場しないものも含む）のみが紹介されており、主人公であるはずむの紹介は無い。一見するとギャグ漫画に見えるが、作中では『ラブコメ』と称されることもあり、ジャンルは不明。
クラスメイトやモブとして、あみみの同人作品のキャラクターが一部登場する。

## ストーリー
ドキドキすると胸の谷間に物が挟まってしまうという呪いにかかっているお嬢様、はずむ。ある日彼女は『普通の女の子の生活を体験してみたい』と言い出し、それまで通っていたエスカレーター式の学校で進級せず公立高校に通うことになる。はずむの面倒を見るため、執事のワタルやメイドの慈美も同じ高校に通うことになるが…。
ちょっとおかしな3人組のシュールな4コマストーリー。

## 登場人物
谷間はずむ（たにま はずむ）
主人公。女性。資産家のお嬢様で、高校1年生。髪の色はピンクで、スタイルが良い。『恥ずかしくてドキドキすると胸の谷間に物が挟まってしまう呪い』（作中ではおっぱいの呪いと呼ばれる）にかかっている。この呪いで谷間に挟まるものは目の前にあるものとは限らず、どこからか呼び寄せられることもある。また、何を挟むか本人の意思では制御できないようだ。いつ、どのような理由で呪いに掛かったのかは不明。『呪い』とは言っても、どちらかと言えばネタ的な要素が強く、作中では便利に使われることも多い（電車でつり革を挟んだり、川に流された猫を救助したりなど）。
箱入りのお嬢様であるためか、世間知らずな部分が多く、性格はやや天然。普通の女の子の生活を体験してみたいと公立高校に入学するも、友達は一人も出来ずいつもワタルや慈美と過ごしている。これは本人によると、呪いのせいで変人だと思われるのが怖くて、誰にも話しかけることが出来なかったらしい。
ワタルや慈美とは（自分に仕える執事やメイドという関係以上に）仲が良い。屋敷ではワタルのことを『乾』と呼び捨てにしているが、学校では普通の友達として接するため『ワタルくん』と呼んでいる。反対に、屋敷では自分のことを『お嬢様』、学校では『はずむちゃん』と呼ばせている。
両親と居ることが少なく、（ワタルや慈美以外は）友達もいないため、一人ぼっちの寂しさを知っている。決して性格が悪いわけではなく、むしろ優しく思いやりのある性格だが、内気なため友達ができないようだ。このような経緯から、自分と同じ境遇の者がいると放っておけないという一面も持つ。
乾ワタル（いぬい ワタル）
はずむの執事。男性。高校1年生。眼鏡をかけているが、その眼鏡が取れると目は『3』。天然のはずむと変人の慈美に比べればまともな方で、突っ込み役に回ることが多い。しかし、はずむに好意を寄せているようで、彼女のことになると性格が変わる（風邪を治すために水ごりしたり、クラスメイトを脳改造すると発言するなど）。はずむにかけられた呪いを憂う一方で、呪いによって谷間に挟まれたもの（魚や猫など）に嫉妬することがある。
東福寺慈美（とうふくじ いつみ）
はずむのメイド。女性。高校3年生。
おっぱ
猫。

## 書誌情報
- あみみ『はずむ!おじょうさま』芳文社〈まんがタイムKRコミックス〉、2009年2月11日発行、ISBN 978-4-8322-7774-8